# Kintore Caves Nature Park
Kintore Caves Nature Park är en park i Australien. Den ligger i territoriet Northern Territory, omkring 260 kilometer sydost om territoriets huvudstad Darwin. Kintore Caves Nature Park ligger 136 meter över havet.
Runt Kintore Caves Nature Park är det ganska glesbefolkat, med 23 invånare per kvadratkilometer.. Närmaste större samhälle är Katherine, omkring 12 kilometer sydost om Kintore Caves Nature Park.
Omgivningarna runt Kintore Caves Nature Park är huvudsakligen savann. Genomsnittlig årsnederbörd är 1 146 millimeter. Den regnigaste månaden är mars, med i genomsnitt 260 mm nederbörd, och den torraste är juli, med 1 mm nederbörd.